# Callicostella scaberrima
Callicostella scaberrima är en bladmossart som beskrevs av Brotherus 1924. Callicostella scaberrima ingår i släktet Callicostella och familjen Hookeriaceae. Inga underarter finns listade i Catalogue of Life.